# Bursjtyn
Bursjtyn ukrainska: Бурштин uttal (fil); ryska: Бурштын; polska: Bursztyn) är en stad i västra Ukraina, belägen i Ivano-Frankivsk oblast. Staden har omkring 15 000 invånare.

## Kända invånare
- Mika Newton (född 1986), sångare och skådespelare, född i staden.
- Kompositören Franz Xaver Wolfgang Mozart bodde och verkade i staden 1809-1811.